# 大政府
大政府（英語：Big Government）的意思是說政府以其徵收社會資源之多與主導社會發展之鉅可以號稱為「大」，這一點和前凱因斯主義經濟學時期的美國不同。
在美國，該術語也定義為聯邦政府試圖參與控制地方機構的權力，例如，支持聯邦立法大於州權力。
大政府不一定会损害个人主义，例如北欧国家即将大政府和个人主义相结合，这种国家的主要任务是促进个人自主和社会流动性的情形被称为国家个人主义。

## 歷史
是導源於约翰·梅纳德·凯恩斯的理论，主張政府積極介入，管制經濟是大政府主義者所主張的作法。凱因斯學派提出「政府干預理論」，認為市場機制即使可以充分發揮，還是會因為公共財（Public Goods）、外部性（externality）等因素而出現市場失靈（market failure）的現象，因此政府必須積極介入，以財政政策及貨幣政策來加以干預經濟。
1929年世界經濟大恐慌，政府開始主導市場經濟，等到第二次世界大戰以後30年都是大政府時代。在凱因斯主義學派的經濟制度主導下，政府支出增加、政府的計畫......等等，擴張經濟、創造就業，解決了許多問題。
第二次世界大戰後的初期，凱因斯主張的國家干預主義，也就是「大政府小企業」的理論，在許多國家發展得很有成效。近30年來，大政府受到許多質疑。